# CP/M-86
CP/M-86 var en utgåva av operativsystemet CP/M från Digital Research anpassat för Intels 8086 och 8088-processorer.
Systemet stod sig inte väl i konkurrensen med MS-DOS, som blev de facto-standard på IBM-kompatibla persondatorer. Däremot kom det till användning på andra intelbaserade datorsystem, till exempel den svenska skoldatorn COMPIS.
Concurrent CP/M-86 var en variant som kunde användas för att flera användare skulle kunna köra samtidigt och dela på dator.